# Новоайдарский район
Новоайда́рский район (укр. Новоайда́рський райо́н) — упразднённый район Луганской области Украины. Административный центр — пгт Новоайдар. Расстояние от административного центра до Северодонецка — 45 км. Площадь — 1,84 тыс. км².

## История
Год образования — 1923 год. 23 сентября 1959 года к Новоайдарскому району были присоединены части территорий упразднённых Евсугского и Новоастраханского районов.
7 октября 2014 года в связи с разрывом административных связей в районе в связи с вооружённым конфликтом в Донбассе Постановлением Верховной Рады Украины № 1693-VII «Про зміни в адміністративно-територіальному устрої Луганської області, зміну і встановлення меж Новоайдарського і Слов’яносербського районів Луганської області» из состава Славяносербского района и Луганского городского совета в состав Новоайдарского района Луганской области выведены 1 городской, 2 сельских (целиком) и 2 сельских (частично) советов общей площадью 30 010,28 га:
- Счастьинский городской совет (из Луганского горсовета; площадь — 1639,0 га), в том числе г. Счастье;
- Крымский сельский совет (из Славяносербского района; площадь — 10 761,9 га), в том числе сёла Крымское, Причепиловка, Сокольники;
- Трёхизбенский сельский совет (из Славяносербского района; площадь — 17 217,4 га), в том числе сёла Трёхизбенка, Кряковка и Орехово-Донецкое;
- с. Лобачёво Жёлтенского совета (из Славяносербского района; площадь — 320,88 га);
- с. Лопаскино Славяносербского поссовета (из Славяносербского района; площадь — 71,1 га).

## Население
40 270 человек (1 января 2019 года), в том числе городское население — 19 984 человека. Сельское — 20 286 человек.

## Административное деление
Количество советов:
- городских — 1 (Счастье)
- поселковых — 2 (Новоайдар, Райгородка)
- сельских — 12
- военных администраций — 2 (Трёхизбенка, Крымское)

Количество населённых пунктов:
- городов — 1 (Счастье)
- пгт — 3 (Новоайдар, Райгородка, Трёхизбенка)
- сёл — 41
- посёлков (сельского типа) — 3

| Код КОАТУУ, сайт ВРУ | Название                                                                                           | Населённые пункты                                                              |
| -------------------- | -------------------------------------------------------------------------------------------------- | ------------------------------------------------------------------------------ |
| 4423155100           | Новоайдарский поссовет укр. Новоайдарська селищна рада                                             | пгт Новоайдар, с. Айдар-Николаевка, с. Маловенделевка,Михайловка, с. Деменково |
| 4410161400           | Счастьинский горсовет укр. Щастинська міська рада                                                  | г. Счастье                                                                     |
| 4423180500           | Алексеевский сельский совет укр. Олексіївська сільська рада                                        | с. Алексеевка, с. Михайлюки                                                    |
| 4423180700           | Бахмутовский сельский совет укр. Бахмутівська сільська рада                                        | с. Бахмутовка, с. Дубовое с. Царевка                                           |
| 4423181200           | Гречишкинский сельский совет укр. Гречишкинська сільська рада                                      | с. Безгиново, с. Гречишкино, с. Окнино, с. Путилино                            |
| 4423181600           | Денежниковский сельский совет укр. Денежниківська сільська рада                                    | с. Денежниково                                                                 |
| 4423182300           | Дмитровский сельский совет укр. Дмитрівська сільська рада                                          | с. Дмитровка                                                                   |
| 4423183400           | Колядовский сельский совет укр. Колядівська сільська рада                                          | с. Волкодаево, с. Колядовка                                                    |
| 4424583300           | Крымская Военно-Гражданская Администрация укр. Кримська Віськово-Цивільна Адміністрація            | с. Крымское, с. Причепиловка                                                   |
| 4423184500           | Муратовский сельский совет укр. Муратівська сільська рада                                          | с. Капитаново, с. Муратово                                                     |
| 4423185600           | Новоахтырский сельский совет укр. Новоохтирська сільська рада                                      | с. Новоахтырка, с. Попасное, с. Степной Яр                                     |
| 4423186200           | Победовский сельский совет укр. Побєдівська сільська рада                                          | пос. Победа, с. Чистополье                                                     |
| 4423186700           | Райгородский поселковый совет укр. Райгородська селищна рада                                       | пгт. Райгородка                                                                |
| 4423187100           | Смоляниновский сельский совет укр. Смолянинівська сільська рада                                    | с. Смоляниново                                                                 |
| 4423187500           | Спеваковский сельский совет укр. Співаківська сільська рада                                        | с. Спеваковка                                                                  |
| 4424584400           | Трёхизбенская Военно-Гражданская Администрация укр. Трьохізбенська Віськово-Цивільна Адміністрація | пгт. Трёхизбенка, с. Кряковка, с. Орехово-Донецкое, с. Лопаскино, с. Лобачёво  |
| 4423188000           | Чабановский сельский совет укр. Чабанівська сільська рада                                          | с. Александровка, с. Гавриловка, с. Нижний Суходол, с. Пурдовка, с. Чабановка  |
| 4423188500           | Штормовский сельский совет укр. Штормівська сільська рада                                          | с. Колпаки, с. Переможное, с. Петренково, с. Трудовое, с. Штормово             |

## Транспорт
- Н-21 (Донецк — Красный Луч — Луганск — Старобельск)
- Т-13-06 (Северодонецк — Новоайдар)
- Железная дорога Валуйки — Кондрашевская — Лихая